# Río Gutiérrez (Entre Ríos)
El río Gutiérrez es un curso fluvial situado en el sur de la provincia de Entre Ríos, centro-este de la Argentina. Hidrográficamente constituye uno de los brazos del río Paraná inferior, formando parte del delta homónimo, siendo una de sus principales bocas de descarga de sus aguas. 

## Descripción
Este curso fluvial se sitúa en el sector norte del delta inferior del río Paraná. El recorrido total del río Gutiérrez se encuentra limitado al departamento Islas del Ibicuy, y su curso tiene un rumbo general oeste-este. 
Ecorregionalmente, sus aguas se incluyen en la ecorregión de agua dulce Paraná inferior; mientras que los terrenos de sus márgenes inmediatos se adscriben en la ecorregión terrestre delta e islas del río Paraná.
El río Gutiérrez es un efluente del Paraná Bravo, que a su vez es efluente del Paraná Guazú, el brazo principal del río Paraná inferior. El Gutiérrez se desprende del Bravo en la confluencia situada en las coordenas: 33°56′6.01″S 58°45′31.20″O / -33.9350028, -58.7586667. 
En sus primeros kilómetros el Gutiérrez tiene una anchura variable, de entre 150 y 350 metros. Son varios los brazos, ríos, o arroyos que se abren desde él o que desembocan en él. El primero por la margen izquierda es el arroyo Negro. Le sigue por la misma vera el canal Pedro Galofre, el cual permite el acceso hacia Villa Paranacito, la capital departamental. La zona de esta intersección se encuentra algo poblada, con la escuela Nº 7 «Juan bautista Alberdi», el Camping «La Cabina» y el destacamento de Prefectura Naval «Canal Nuevo». Allí para que se dé el alerta la altura de las aguas debe llegar a 2,83 m, mientras que la evacuación se ordena a los 3 m.
Continuando por el Gutiérrez, por la misma margen izquierda se abre el arroyo Tirolés, y más allá el arroyo Correntoso. Más adelante se separa por la derecha un brazo del mismo Gutiérrez, el denominado Gutiérrez Chico, el cual vuelve a unirse al Gutiérrez más adelante, dibujando entre ambos una gran isla. 
Por la vera izquierda se separa otro efluente, el arroyo Desaguadero Grande. Luego de recibir por la derecha nuevamente las aguas del Gutiérrez Chico, el Gutiérrez se abre en una amplia boca en forma de embudo de 2500 metros de ancho y con dos grandes islas en su interior, estando la boca principal del río limitada por el sur por la punta Carbón, y por el norte por la punta Izquierda, sobre una de las islas. Precisamente esta última punta ha sido elegida para situar en ella la cabecera argentina de un nuevo puente proyectado para unir la Argentina con el Uruguay, estando la cabecera oriental en la punta Chaparro, departamento de Soriano, a pocos kilómetros al sur de la histórica Playa de la Agraciada, lugar de desembarcó de la expedición militar de los llamados Treinta y Tres Orientales, el 19 de abril de 1825.
Finalmente desemboca en el río Uruguay inferior, en las coordenas: 33°49′58.61″S 58°27′5.71″O / -33.8329472, -58.4515861, tramo final de ese curso fluvial, el cual da luego nacimiento al Río de la Plata, en el paralelo de punta Gorda.